# Redoute (Bad Godesberg)

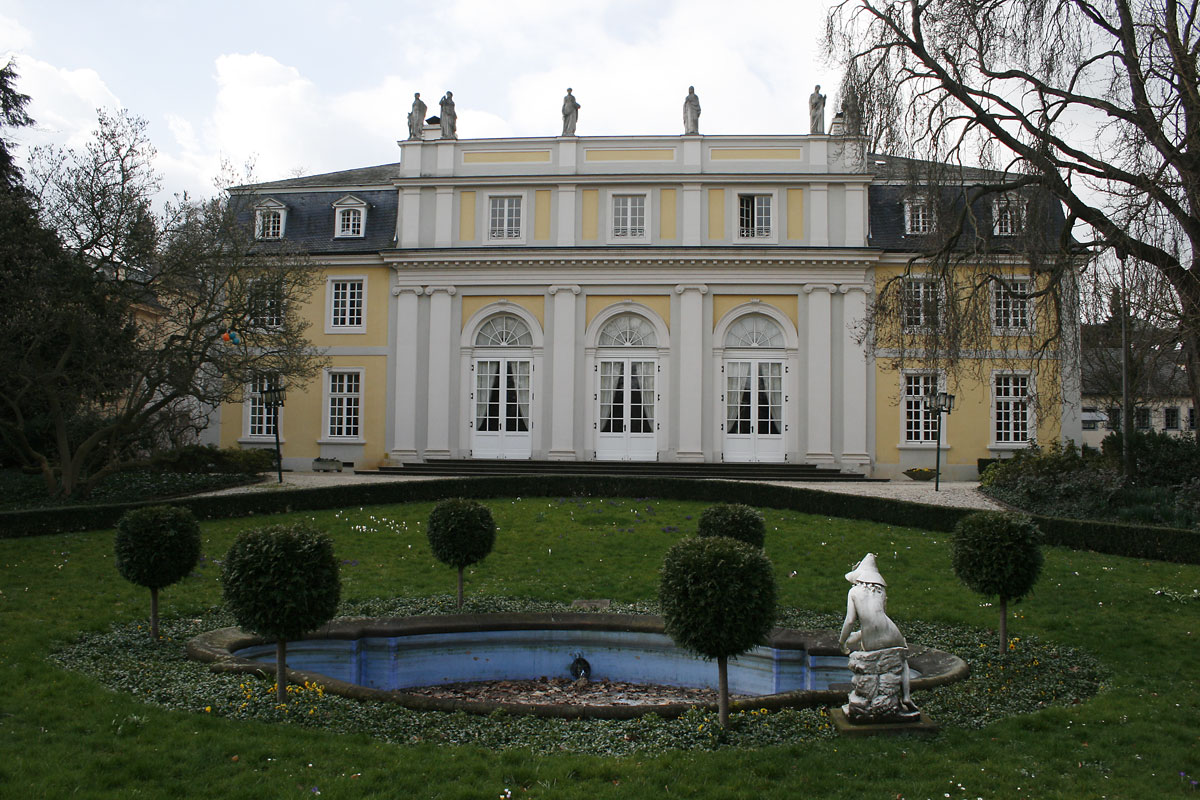
Die Redoute aus Richtung Kurpark gesehen

Die Redoute in Bad Godesberg, einem Stadtbezirk von Bonn, ist ein Ballhaus aus kurfürstlicher Zeit, das für Veranstaltungen genutzt wird. Zum architektonischen Ensemble der Redoute gehören das „Haus an der Redoute“, das „Redüttchen“ und die kurfürstlichen Logierhäuser entlang der Kurfürstenallee. Die Redoute steht als Baudenkmal unter Denkmalschutz.

## Lage
Die Redoute liegt an der Ecke von Kurfürstenallee und Am Kurpark (Adresse: Kurfürstenallee 1) gegenüber dem Bad Godesberger Kurpark, südlich der Innenstadt. Sie ist umgeben von einem eigenen Parkgelände, dem sogenannten Redoutenpark.

## Geschichte

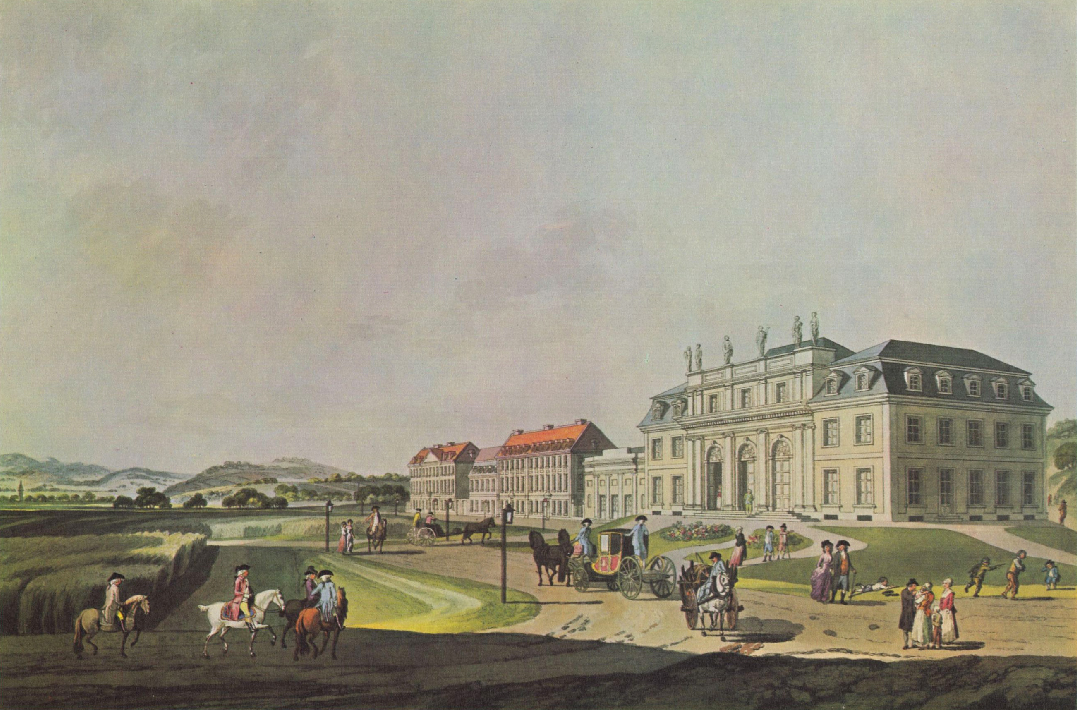
Redoute und Kurfürstenallee 1792, Kupferstich von Johann Ziegler nach Aquarell von Laurenz Janscha

### 1790 bis 1856
Errichtet wurde die Redoute im klassizistischen Stil von 1790 bis 1792 unter Kurfürst Max Franz; Architekt war Martin Leydel. Sie sollte für Bälle und andere Vergnügungen des Hofes genutzt werden – der Name „Redoute“ ist eine alte Bezeichnung für einen Kostümball. Das ursprünglich dreiflügelige Gebäude wurde später um den ovalen Gartensaal zwischen den beiden Flügeln ergänzt. Das nebenstehende Haus an der Redoute, dessen Bau ebenfalls 1790 begann, diente bis 1860 ergänzend als Hof- und Kammertheater, anschließend als Wohnhaus. Das Redüttchen war ursprünglich das Gärtnerhaus der Anlage.

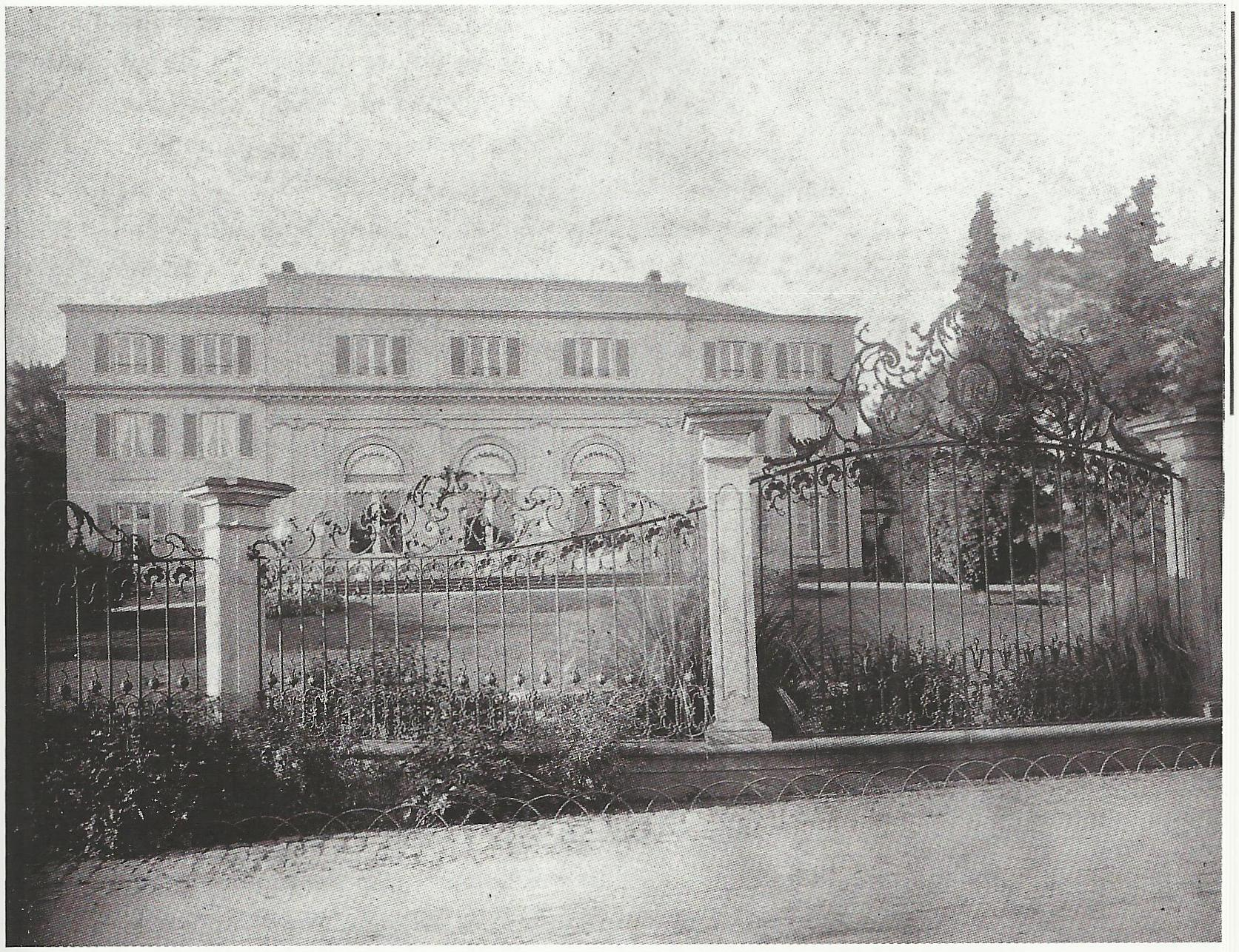
Außenansicht der Redoute (1890)

1792 spielte in der Redoute Ludwig van Beethoven vor Joseph Haydn. Dort verabredeten sie, dass Beethoven eine zweite Studienreise nach Wien unternehmen solle, um Meisterschüler von Haydn zu werden. 1793 fand hier eine Aufführung der Zauberflöte statt (Uraufführung 1791 in Wien). 1794 wurde Bonn französisch besetzt. Die Kulturveranstaltungen in der Redoute endeten, bis zum Verbot durch die preußische Regierung 1819 diente sie dem Glücksspiel.
Von 1811 bis 1823 war die Redoute im Besitz des Wuppertaler Bankiers Daniel Heinrich von der Heydt.
In den folgenden Jahrzehnten fand die Redoute Nutzung als Gemäldegalerie und Mädchenpensionat, bis sie 1853 von der Familie des Kölner Bankiers Wilhelm Ludwig Deichmanns erworben wurde.

### 1856 bis 1920: Privatbesitz Wendelstadt
Aus Wilhelm Ludwig Deichmanns Nachlass gelangte die Redoute 1856 durch Verkauf in den Privatbesitz des befreundeten Kölner Bankiers Victor Wendelstadt (1819–1884). Bis zum Bezug des Hauses durch das Ehepaar Wendelstadt im Mai 1857 fanden einige Umbaumaßnahmen statt, im Zuge derer auch ein Rokokogitter aus dem Garten des zuvor für den neuen Hauptbahnhof abgebrochenen Kölner Jesuitenkollegs Tricoronatum angebracht wurde. Der Garten der Redoute erfuhr eine Vergrößerung um den des benachbarten „Gräflich von Schladen’schen Hauses“ und wurde durch den Kölner Gartenbaumeister Konrad Wilhelm Nelle neugestaltet und mit Treibhäusern ausgestattet. 1879 entstand im Garten eine überdachte Kegelbahn einschließlich eines Eingangspavillons, 1882 in seinem oberen Teil ein Teehaus. 1884 erfolgten Umbauten im Innern der Redoute.
Das Anwesen verblieb auch nach Wendelstadts Tod im Besitz der Familie und wurde von Viktor Wendelstadts Sohn Richard (1857–1918) bis zum Beginn des Ersten Weltkriegs als Sommerresidenz genutzt. Nach Kriegsbeginn richtete Richard Wendelstadt in der oberen Etage des Hauses ein Lazarett ein, das von dem Arzt Hermann Wendelstadt (1862–1928) – einem Bruder Richards – medizinisch betreut wurde.

### 1920 bis 1949
Nach Richard Wendelstadts Tod verkaufte Hermann Wendelstadt die Redoute am 22. Januar 1920 einschließlich des Gartens mit einer Fläche von 25 Morgen für 1,15 Millionen Mark an die Gemeinde Godesberg, die sie wieder als Kurhaus für die Durchführung kultureller Veranstaltungen nutzen wollte. Einige wertvolle Einrichtungsgegenstände blieben im Besitz der Familie Wendelstadt und wurden auf die Viktorshöhe überführt. Die Gemeinde Godesberg ließ die Redoute 1925 nach Plänen des ortsansässigen Architekten Walter Bühling (1887–1955) unter Oberleitung des Provinzialkonservators Edmund Renard für die neue Nutzung um einen Gartensaal erweitern. Im selben Jahr wurde anlässlich der Tausendjahrfeier der Rheinlande durch den ortsansässigen Kunstschmied Gottlieb Gernhard (1889–1967) an der Brunnenallee als Haupteingang zum Redoutenpark ein großes Tor erstellt.
Das Haus an der Redoute, seit 1860 Privatbesitz der Wuppertaler Familie von August von der Heydt, wurde als Bürgermeisterhaus genutzt. Nach dem Zweiten Weltkrieg wurde es städtisches Eigentum. Das Redüttchen diente zwischenzeitlich als Kurapotheke.

„Der Übergang der Redoute in den öffentlichen Besitz der Gemeinde ist als dauernde Sicherstellung des wichtigsten Denkmals aus der späteren Glanzzeit Godesbergs freudigst zu begrüßen, wie ja überhaupt die Godesberger Redoute das einzige interessante Bauwerk aus der Regierungszeit des letzten Kölnischen Kurfürsten, des liebenswürdigen Max Franz, ist.“

### 1949 bis 1999: Bonn als Regierungssitz der BRD

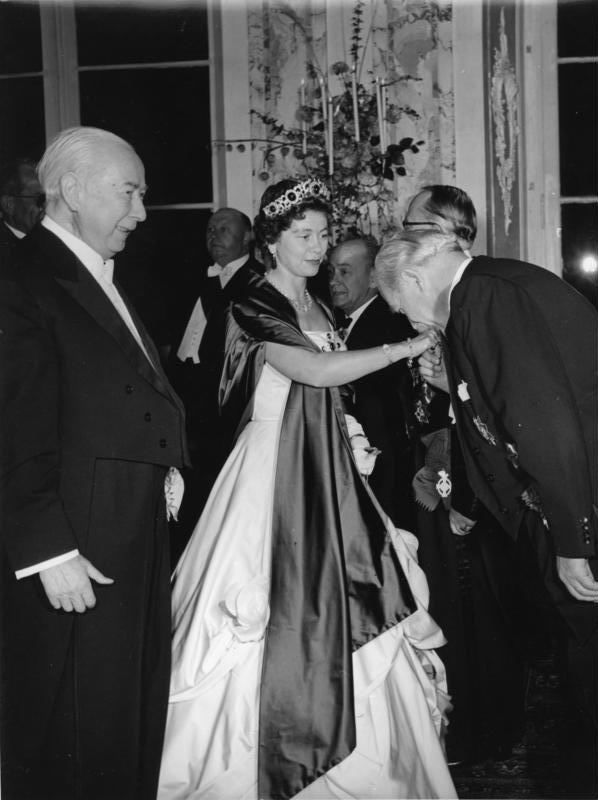
Staatsempfang in der Redoute, 1956

Nach dem Zweiten Weltkrieg wurde die Redoute beschlagnahmt und 1948/49 von belgischen Streitkräften genutzt. Am 1. September 1948 fand hier der Abendempfang nach der Eröffnung des Parlamentarischen Rates in Bonn statt. Im April 1950 eröffnete in der Redoute ein Club für Mitglieder der Alliierten Hohen Kommission, der im November 1953 zum „Internationalen Club Bad Godesberg e. V.“ umgewandelt wurde und nunmehr auch Diplomaten nicht-alliierter Staaten sowie deutschen Repräsentanten des öffentlichen Lebens offenstand. Während die Geschäftsführung des Clubs wie bisher vom französischen Hochkommissar übernommen wurde, lag die Schirmherrschaft in den Händen von Bundespräsident Theodor Heuss und die Ehrenpräsidentschaft in denen des Bundeskanzlers Konrad Adenauer. Bei der Unterbringung von Gästen hatte die Bundesregierung ein Vorgriffsrecht inne. Anfang der 1960er Jahre residierte in der Redoute übergangsweise der Botschafter von Costa Rica, der auch von hier aus seine Amtsgeschäfte in der Kanzlei der Botschaft führte.
Von 1973 bis 1976 wurde die Redoute umfangreich saniert und modernisiert. Von den Kosten in Höhe von rund 7,5 Millionen DM übernahm der Bund 70 Prozent. Das Redüttchen baute die Firma Günnewig für etwa 900.000 DM um. Seit 1975 wurde die Redoute vom Tochterunternehmen Günnewig Hotels & Restaurants betrieben. Die Säle und Salons unterschiedlicher Größe standen für private Feiern, Konferenzen und Bankette zur Verfügung. Im Redüttchen befand sich ein dazugehöriges Restaurant.
Bund und Botschaften luden zur Zeit Bonns als Regierungssitz (bis 1999) zu repräsentativen Empfängen und Veranstaltungen in die Redoute, etwa anlässlich von Honeckers Besuch in der BRD (1987). Von 1949 bis 1996 gab der Bundespräsident in der Redoute in den Wintermonaten – in den Monaten März bis November diente Schloss Augustusburg in Brühl diesem Zweck – Empfänge für Staatsgäste. So fand in der Redoute auch der alljährliche Neujahrsempfang des Bundespräsidenten statt. Zur glanzvollen Ausstattung steuerte der Bund mit verschiedenen Leihgaben wie Stilmöbeln oder Teppichen bei. Das Bonner Kulturamt hatte verschiedene Bilder zur Verfügung gestellt.

### 1999 bis 2011
Im Dezember 2010 endete der Pachtvertrag zwischen der Stadt Bonn und Günnewig. 2011 wurde die Redoute umfangreichen Sanierungsmaßnahmen unterzogen, u. a. der Gebäudetechnik, Elektrik, Heizungs- und Lüftungstechnik sowie der Küche. Die Sanierung war notwendig geworden, um eine weitere Nutzung der Redoute als Veranstaltungsort sowie eine Neuverpachtung zu ermöglichen. Die Kosten der Sanierung beliefen sich auf ca. 1,8 Millionen Euro.

### Sanierung 2011

#### Bürgerbegehren
Eine erneute Sanierung der Redoute sollte nach einem Mehrheitsbeschluss der Bad Godesberger Bezirksvertretung vom 16. April 2008 mit Hilfe privater Investoren durchgeführt werden. Die Investoren wurden im Rahmen einer europäischen Ausschreibung gesucht. Im Anschluss an diese geplante private Sanierung sollte entsprechend diesem Beschluss die Stadtverwaltung aus der Redoute in andere Gebäude umziehen.
Für den Verbleib der historischen Gebäude in städtischem Besitz begann im April 2008 ein Bürgerbegehren mit dem Titel „Rettet das Rathaus und die Redoute“. Ende Januar 2009 überreichte die Bürgerinitiative, die das Bürgerbegehren durchgeführt hat, mehr als 11.000 gesammelte Unterschriften an die Stadt. Aufgrund eines Gutachtens, das das Bürgerbegehren als „kassatorisch“ bezeichnete, beabsichtigte die Verwaltung eine Empfehlung an den Rat der Stadt Bonn, die Durchführung des Bürgerbegehrens als unzulässig abzulehnen.
Eine weitere Auseinandersetzung um das Bürgerbegehren erübrigte sich jedoch, weil sich kein Interessent für die geplante Investition meldete. Das Bieterverfahren wurde deshalb am 17. Januar 2009 beendet.

#### Stopp der europaweiten Ausschreibung
Im Februar 2010 hob der Rat der Stadt Bonn die europaweite Ausschreibung der städtischen Gebäude an der Kurfürstenallee auf. Damit wurde der Weg für eine Neuorientierung für das sanierungsbedürftige historische Ensemble frei gemacht. Auf den Verkauf der Liegenschaften an private Investoren sollte „vorerst verzichtet“ werden.

#### Sanierung des Gebäudes
Anfang 2011 begann das Städtische Gebäudemanagement (SGB) der Stadt Bonn mit umfangreichen Sanierungsmaßnahmen, die auf insgesamt rund 1,8 Millionen Euro geschätzt wurden und für eine Neuverpachtung der Gebäude notwendig waren. Diese Arbeiten wurden Ende 2011 beendet. Im Mai 2011 schrieb das Liegenschaftsamt die Neuverpachtung ab Oktober 2011 aus. Nach Abschluss der Ausschreibung wurde die Verwaltung der Stadt Bonn im Juli 2011 beauftragt, Vertragsverhandlungen mit dem im Beschluss genannten Bewerber zu führen und einen entsprechenden Vertragsschluss herbeizuführen.

#### Sanierung der Technik
Anfang 2011 begann die Sanierung der beiden Gebäude, die sich in erster Linie auf die Technik beschränkte. Das SGB ging bei der Redoute von etwa 1,629 Millionen Euro, für das Redüttchen von 143.000 Euro aus. Bei der Redoute handelte es sich unter anderem um die Dachsanierung sowie die Erneuerung der Heizungszentrale, der Lüftung, Aufzüge, Grundleitungen und der Elektroeinrichtungen. Im Redüttchen wurde eine allgemeine Instandhaltung sowie die Erneuerung von Sanitär-, Heizungs-, Lüftungs- und Elektroinstallationen durchgeführt, um auch hier den „Charme der 70er-Jahre“ auszutreiben. Die Arbeiten wurden Ende 2011 abgeschlossen. Für 2012 hatten die neuen Betreiber, die Redoute Bonn GmbH mit den Gesellschaftern Christoph von Borries und Michael Stern, weitere Investitionen vorgesehen und die Realisierung von Konzerten zusammen mit Institutionen der Stadt geplant.

### 2011 bis heute
Ende 2011 übergab die Stadt Bonn die Redoute zusammen mit dem Redüttchen an den neuen Betreiber, die Redoute Bonn GmbH mit den Gesellschaftern Christoph von Borries und Michael Stern. Nach dem Umbau hat das Restaurant „Redüttchen“ einen hellen und gehobenen Charakter im Landhausstil und wird für unterschiedliche Veranstaltungen wie private Feierlichkeiten, Seminare und Tagungen genutzt. Seit November 2011 ist es wieder täglich geöffnet und bietet eine regionale Küche an.
Im angrenzenden „Haus an der Redoute“ finden Kunstausstellungen, Kammermusikabende und andere kulturelle Veranstaltungen sowie Empfänge des Stadtbezirkes statt. Ins Obergeschoss ist die Verwaltung der Deutschen Stiftung Denkmalschutz eingezogen. In den „Logierhäusern“ entlang der Kurfürstenallee sind das Godesberger Rathaus und Büros der Bonner Stadtverwaltung untergebracht.

## Bilder

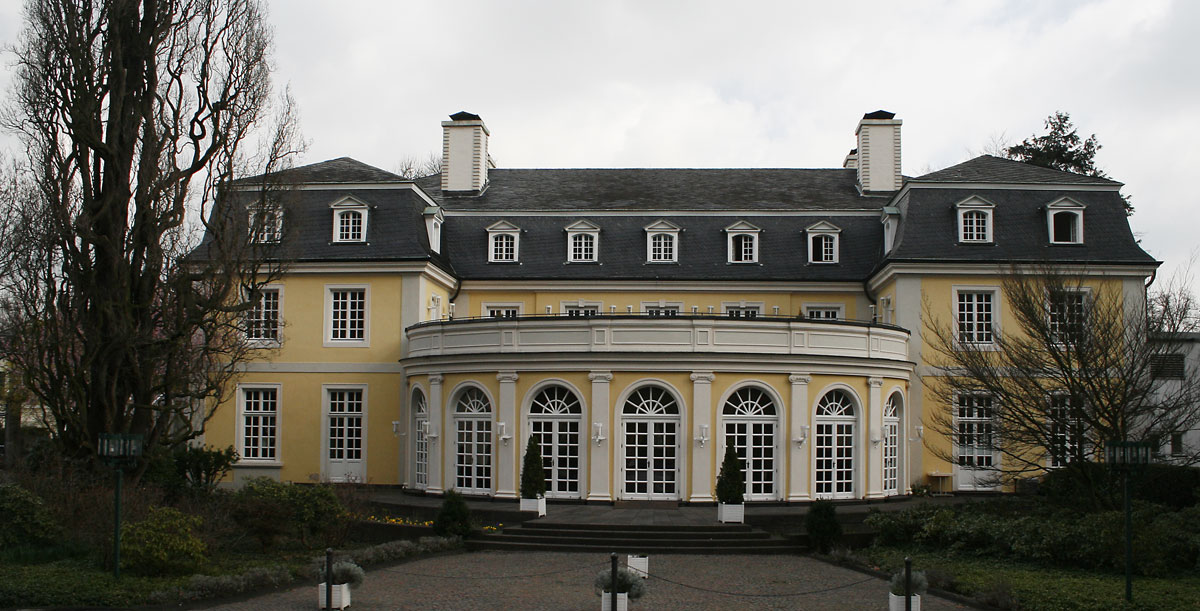
Die Redoute aus Richtung Redoutenpark gesehen
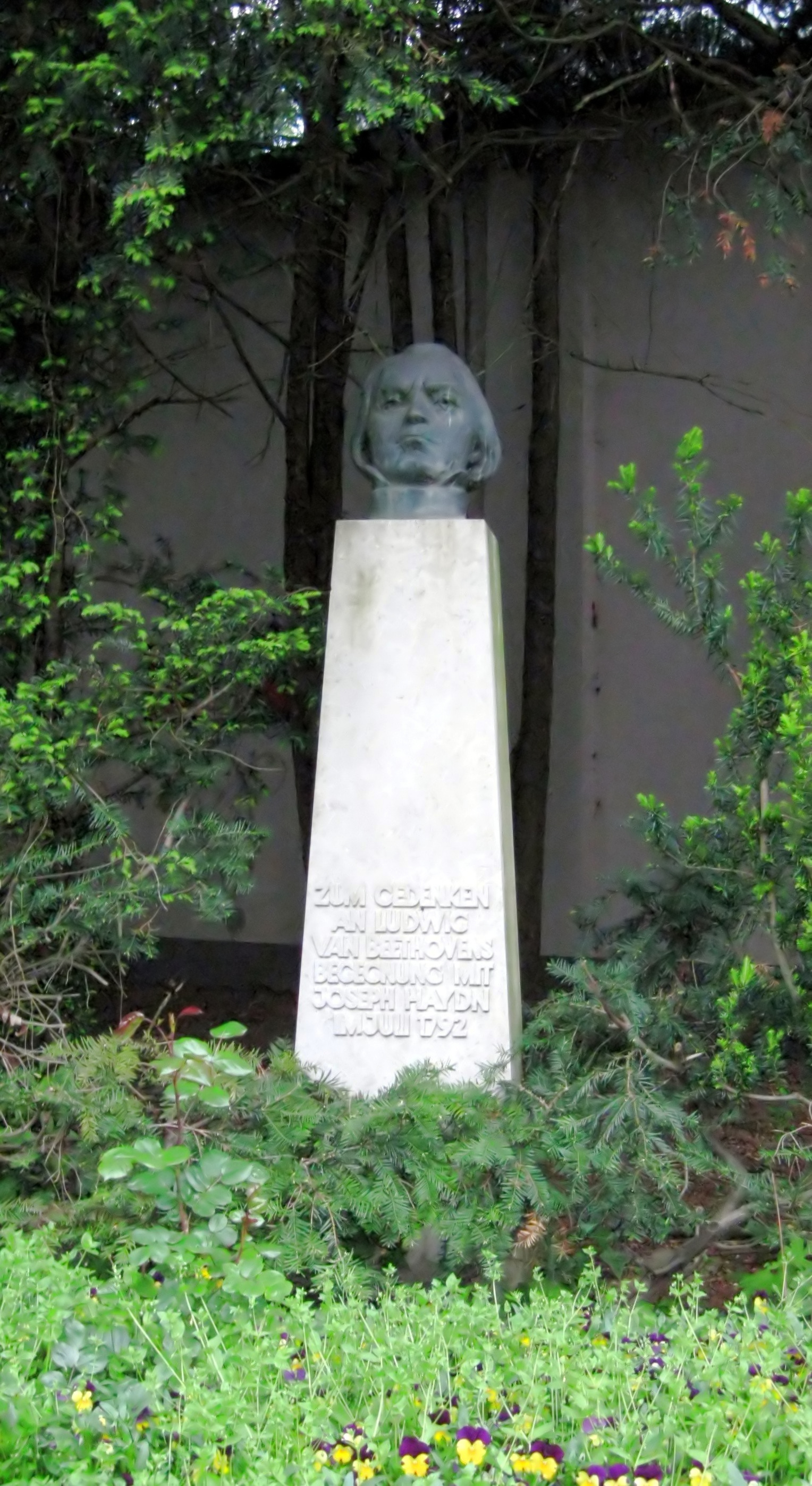
Gedenkstein an die Begegnung mit Haydn 1792 im Redoutenpark
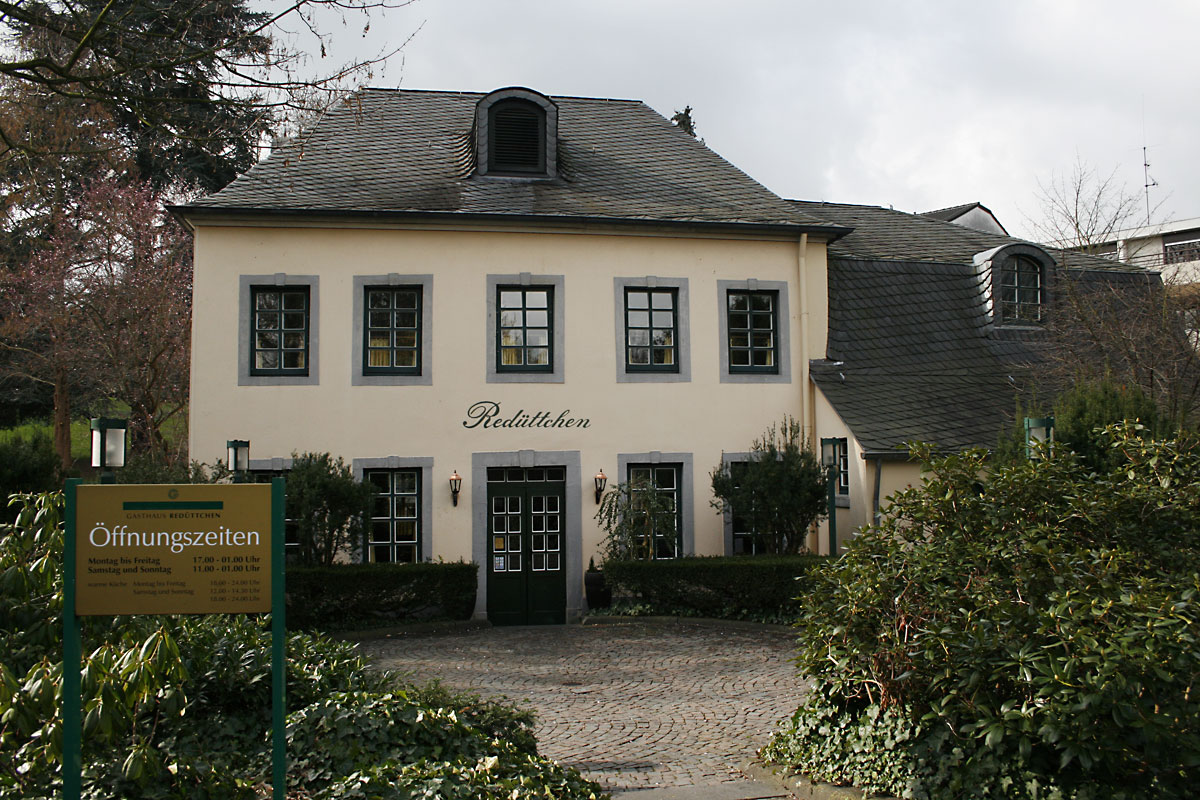
Das Redüttchen
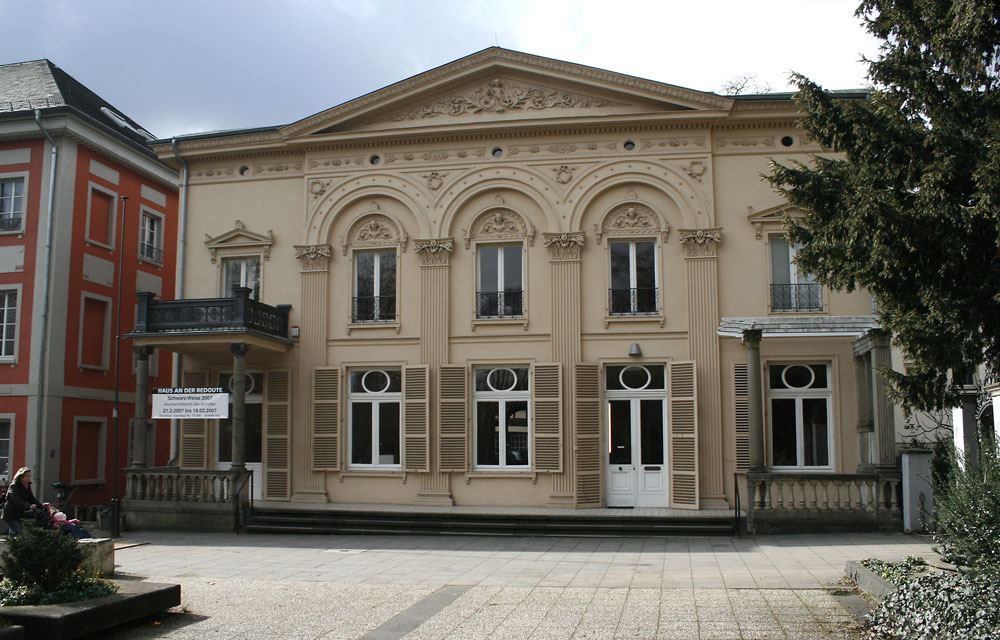
Das Haus an der Redoute
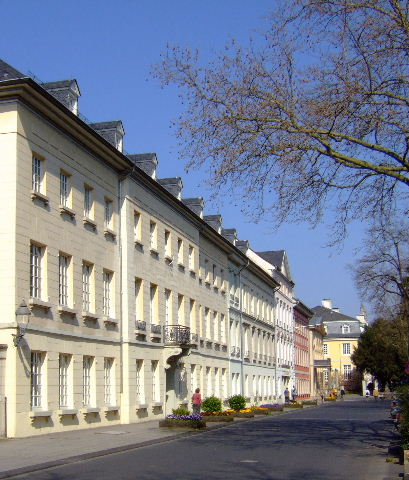
Die kurfürstlichen Logierhäuser
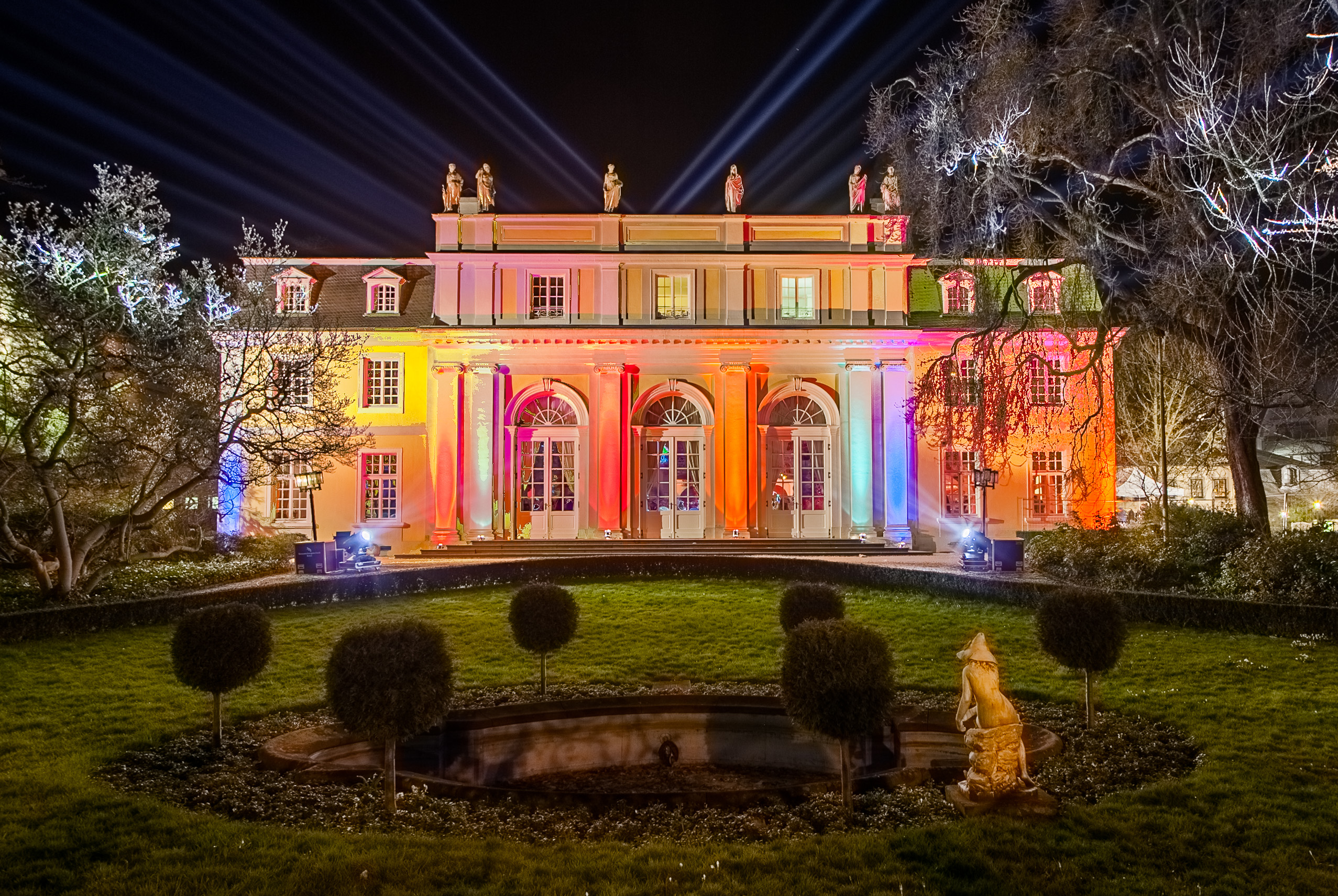
Die Redoute mit nächtlicher Beleuchtung während eines Karneval-Balls